# Tabanus obsolescens
Tabanus obsolescens is een vliegensoort uit de familie van de dazen (Tabanidae). De wetenschappelijke naam van de soort is voor het eerst geldig gepubliceerd in 1883 door Pandelle.